# Seznam cestnih predorov v Sloveniji
Na državnih cestah v Sloveniji so zgrajeni naslednji predori:
Opomba: pri cestah z ločenimi smernimi vozišči velja, da so objekti navedeni posebej za vsako smerno vozišče, saj gre praviloma za samostojne objekte, ki se med seboj razlikujejo. Pojem desno ali levo smerno vozišče se meri v smeri poteka ceste, kot je zapisan v uredbi o kategorizaciji državnih cest.

## Avtoceste in hitre ceste
| Ime         | Cesta | Število cevi | Odprt leta                     | dolžina (v metrih)                               |
| ----------- | ----- | ------------ | ------------------------------ | ------------------------------------------------ |
| Vodole      | A1    | 2            | 2009                           | leva cev: 247 desna cev: 249                     |
| Golo rebro  | A1    | 2            | desna cev: 1976 leva cev: 1996 | leva cev: 757 desna cev: 788                     |
| Pletovarje  | A1    | 2            | leva cev: 1976 desna cev: 1995 | leva cev: 708 desna cev: 750                     |
| Ločica      | A1    | 2            | 2002                           | leva cev: 810 desna cev: 750                     |
| Jasovnik    | A1    | 2            | 2002                           | leva cev: 1612 desna cev: 1633                   |
| Trojane     | A1    | 2            | 2005                           | leva cev: 2931 desna cev: 2840                   |
| Podmilj     | A1    | 2            | 2005                           | leva cev: 613 desna cev: 622                     |
| Golovec     | A1    | 2            | 1999                           | leva cev: 595 desna cev: 622                     |
| Kastelec    | A1    | 2            | 2004                           | leva cev: 2303 desna cev: 2195                   |
| Dekani      | A1    | 2            | 2004                           | leva cev: 2181 desna cev: 2190                   |
| Karavanke   | A2    | 1            | 1991                           | skupaj: 7864 slov. stran: 3450 avst. stran: 4414 |
| Ljubno      | A2    | 2            | leva cev: 2007 desna cev: 2011 | leva cev: 261 desna cev: 260                     |
| Šentvid     | A2    | 2            | 2008                           | leva cev: 1461 desna cev: 1486                   |
| Debeli hrib | A2    | 2            | 1992                           | leva cev: 378 desna cev: 341                     |
| Mali vrh    | A2    | 2            | 1992                           | leva cev: 399 desna cev: 414                     |
| Leščevje    | A2    | 2            | 2009                           | leva cev: 363 desna cev: 369                     |
| Sežana      | A3    | 2            | 1997                           | leva cev: 282 desna cev: 289                     |
| Log         | A4    | 2            | 2018                           | leva cev: 105 desna cev: 105                     |
| Cenkova     | A5    | 2            | 2008                           | leva cev: 602 desna cev: 605                     |
| Barnica     | H4    | 2            | 2008                           | leva cev: 283 desna cev: 304                     |
| Podnanos    | H4    | 2            | 2008                           | leva cev: 590 desna cev: 612                     |
| Markovec    | H6    | 2            | 2015                           | leva cev: 2175 desna cev: 2143                   |
| Škofije     | H5    | 2            | 2012                           | leva cev: 360 desna cev: 360                     |

## Glavne in regionalne ceste
| Ime                | Cesta   | odprt leta | dolžina (v metrih) |
| ------------------ | ------- | ---------- | ------------------ |
| Šalek              | G1-4    | 1977       | 93                 |
| Panovec            | G2-103  | 1950       | 269                |
| Mangart 1          | RT-902  | 1930       | 135                |
| Mangart 2          | RT-902  | 1930       | 285                |
| Mangart 3          | RT-902  | 1930       | 37                 |
| Mangart 4          | RT-902  | 1930       | 182                |
| Mangart 5          | RT-902  | 1930       | 137                |
| Godovič            | R1-207  | 1936       | 160                |
| Srednja Trebuša    | R3-608  | 1930       | 5                  |
| Klavže             | R2-403  | 1930       | 12                 |
| Predmeja I         | R3-609  | 1930       | 11                 |
| Predmeja II        | R3-609  | 1930       | 27                 |
| Predmeja III       | R3-609  | 1930       | 25                 |
| Kupovo             | R2-403  | 2005       | 99                 |
| Ljubelj            | G2-101  | 1963       | 1376               |
| Podljubelj         | G2-101  | 1963       | 127                |
| Fužine 1           | G2-101  | 1964       | 68                 |
| Fužine 2           | G2-101  | 1964       | 118                |
| Fužine 3           | G2-101  | 1964       | 92                 |
| Straža             | R1-209  | 1935       | 31                 |
| Zatrnik-Plana 1    | RT-905  | 1972       | 28                 |
| Zatrnik-Plana 2    | RT-905  | 1972       | 48                 |
| Šmarje - Sap       | G2-106  | 1958       | 198                |
| Renke-Tolmuni 1    | G2-108  | 1964       | 29                 |
| Renke-Tolmuni 2    | G2-108  | 1964       | 48                 |
| V Zideh            | R1-221  | 1999       | 295                |
| Sten (Škofja Loka) | R1-2210 | 2015       | 712                |